# Дивоптах-серподзьоб східний
Дивоптах-серподзьоб східний (Drepanornis albertisi) — вид горобцеподібних птахів родини дивоптахових (Paradisaeidae).

## Назва
Вид названо на честь його першовідкривача, італійського натураліста Луїджі Марії Д'Альбертіса (1841—1901).

## Поширення
Ендемік Нової Гвінеї. Має фрагментарний ареал. Населяє гірські райони півострова Доберай, Центральної Кордильєри, півостріва Гуон і гір Фоджа. Мешкає у гірських тропічних лісах на висотах 600—2250 м над рівнем моря.

## Опис
ТІло завдовжки 33-35 см, вагою 92-138 г. Зовні птах схожий на велику нектарку — формою тіла, яскравим оперенням, довгим вигнутим дзьобом та коротким хвостом. Помітний чіткий статевий диморфізм. Самки мають коричневе забарвлення на лобі, маківці, потилиці, щоках, спині, крилах і крупі, тоді як хвіст жовтого кольору, а горло, груди та живіт світло-коричневі з окремими пір'їнами, окантованими темно-коричневим кольором. Самці мають коричневий колір на всій спинній ділянці та жовтий на хвості, горло блискучо зелене, груди попелясті і живіт білий із зеленою смужкою, окантованою чорним кольором. Вони мають дві пари трапецієподібних пучків пір'я по боках грудей і по боках живота: перший (з боків грудей) чорнуватий з бронзовими ділянками, другий (з боків) чорнуватий з синюватими металевими відблисками. У обох статей очі карі, тоді як дзьоб і хвіст чорні. Між дзьобом і вухом у обох статей лежить ділянка неопереної шкіри синього кольору, яка у самців розширюється вгору, утворюючи карункул схожий на ріг і підтримується еректильним пір'ям.

## Спосіб життя
Трапляється поодинці. Більшу частину життя проводить під пологом лісу, де шукає поживу. Живиться комахами, іншими безхребетними, дрібними хребетними та плодами дерев.
Період спарювання триває у період з лютого по листопад, тоді як фактичне гніздування зосереджене у період з вересня по грудень. Полігамний вид. Самці намагаються залучити якомога більше самиць до спарювання, виконуючи шлюбні танці, примостившись на гілці, надуваючи пір'я з боків грудей і стегон у формі віяла. Після спарювання самець не цікавиться потомством. Самиця сама піклується про будівництво гнізда, висиджування яєць та вирощування пташенят. Самиця відкладає 1-2 яйця кремового кольору з коричневими смужками.

## Підвид
Містить три підвиди:
- Drepanornis albertisi albertisi, номінальний підвид, поширений у периферійних районах ареалу;
- Drepanornis albertisi cervinicauda Sclater, 1884, поширений у Центральному хребті;
- Drepanornis albertisi geisleri Meyer, 1893, на півострові Гуон.